# Oedothorax falcifer
Oedothorax falcifer là một loài nhện trong họ Linyphiidae.
Loài này thuộc chi Oedothorax. Oedothorax falcifer được Andrei V. Tanasevitch miêu tả năm 1998.